# صخره‌های سپید دوور
صخره‌های سپید دُووِر (انگلیسی: White Cliffs of Dover) ناحیه‌ای از کناره واقع در بخش انگلستانی تنگه دوور است که از ساحل فرانسه نیز قابل مشاهده است. زیبایی خیره‌کنندهٔ این کنارهٔ صخره‌ای که ارتفاعش به ۱۱۰ متر می‌رسد به‌خاطر سپیدی دیوارهٔ گچی‌اش است که با رگه‌هایی از چخماق سیاه همراه شده‌است. این دیواره در دو طرف بندر دوور در کنت، ۱۳ کیلومتر امتداد دارد.

## نگارخانه

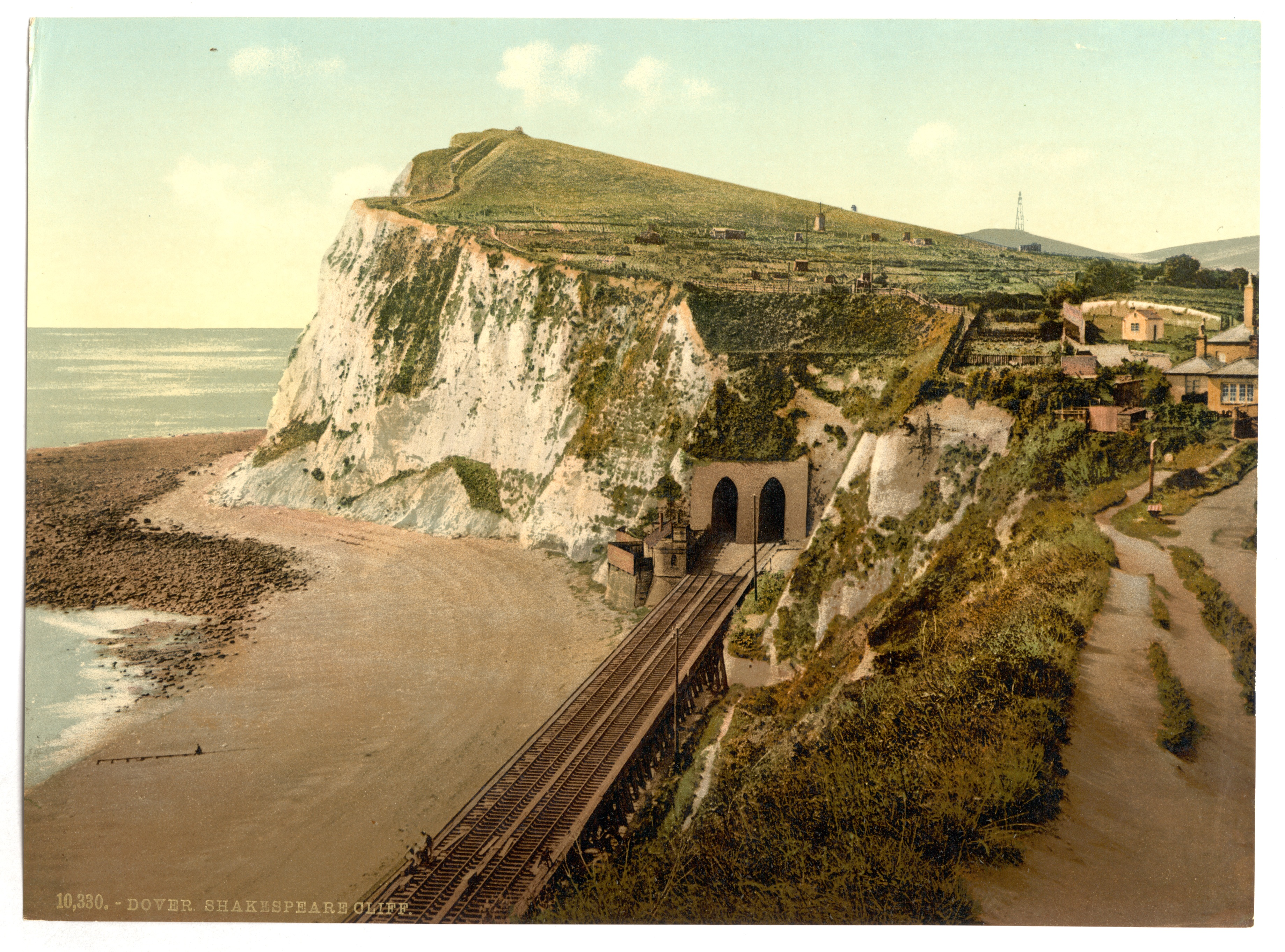
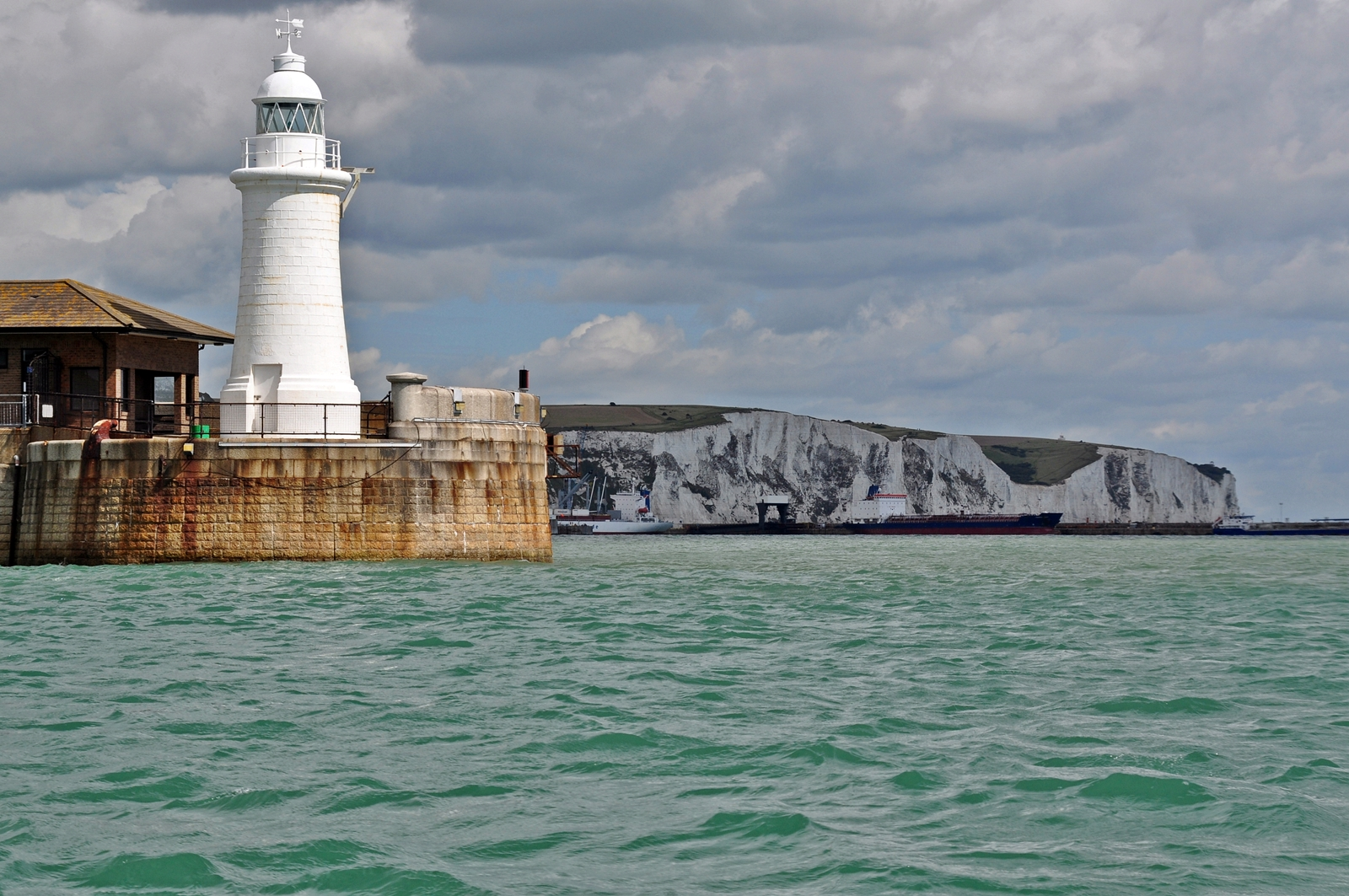
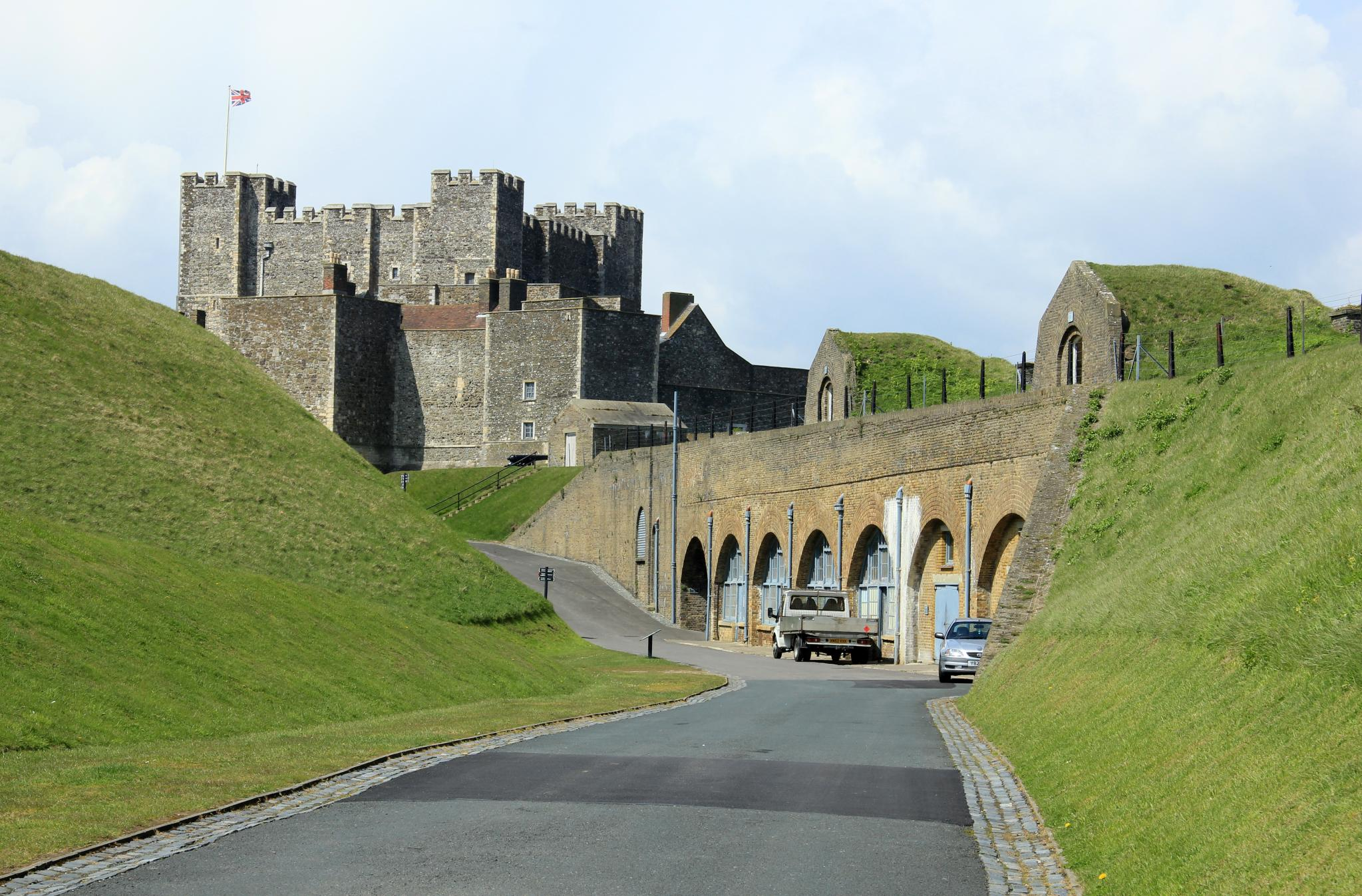
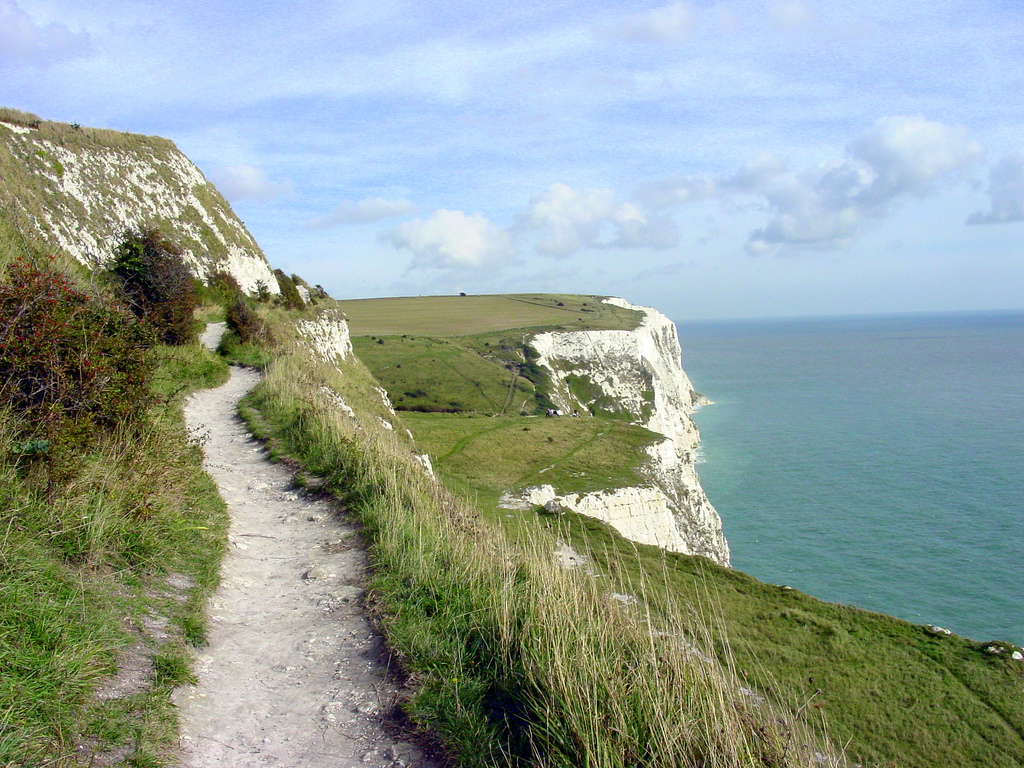
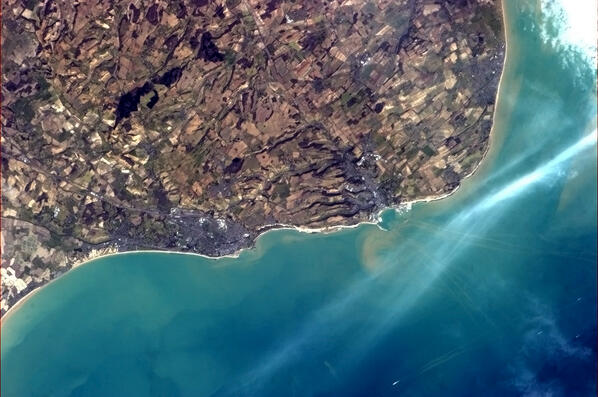
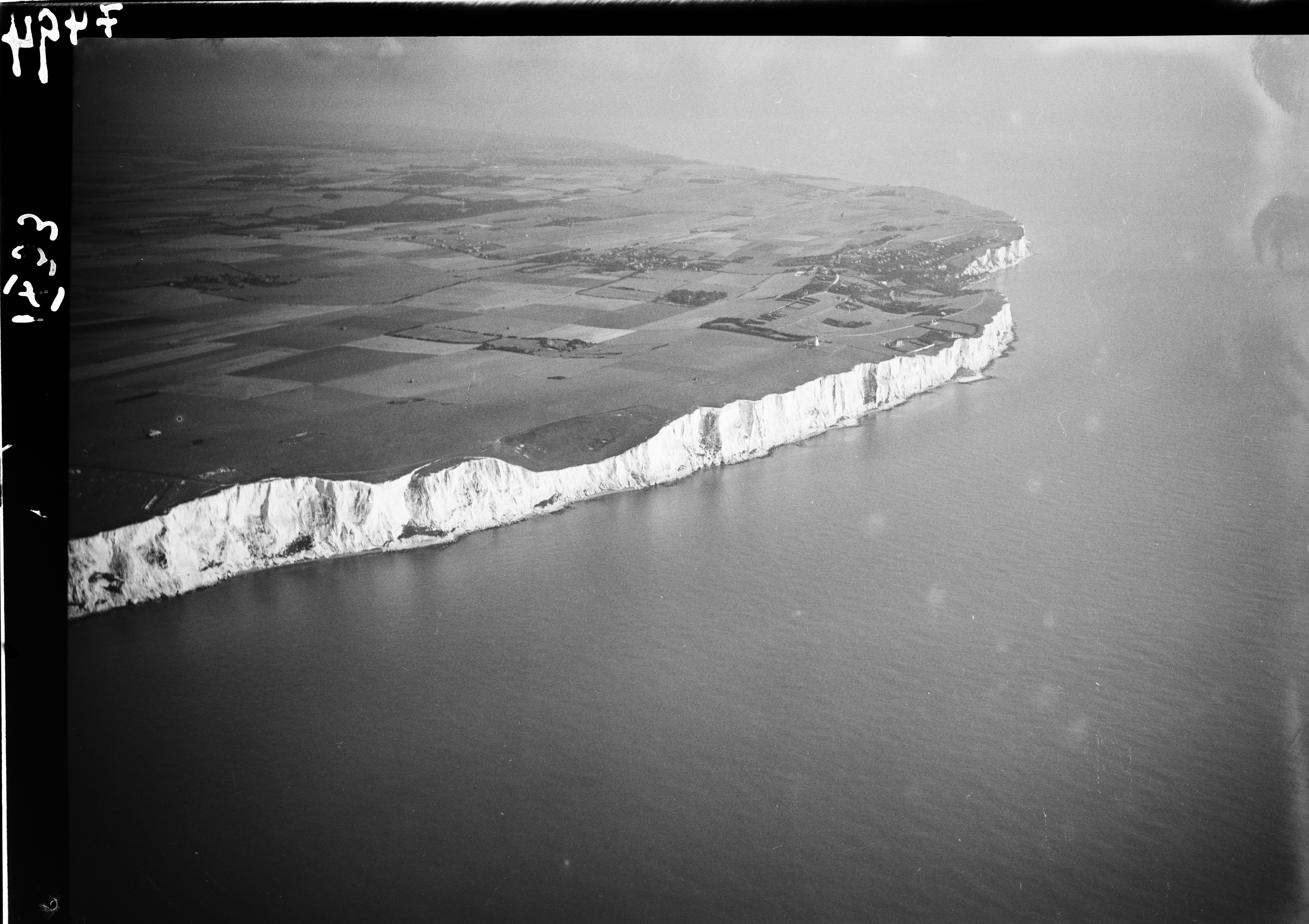